# Де ла Фуэнте, Роки
Ро́ке (Ро́кки) де ла Фуэ́нте Ге́рра (10 октября 1954) — американо-мексиканский бизнесмен, политический активист и политик. Кандидат от партии реформ и от партии «Дельта» (им же и созданной) на выборах президента США 2016 года. До этого де ла Фуэнте безуспешно выставлял свою кандидатуру на отборе кандидата в сенаторы от Демократической партии от штата Флорида 2016 года и на первичных выборах в президенты США от Демократической партии.

## Биография
Де ла Фуэнте родился 10 октября 1954 в семье Роке Антонио де ла Фуэнте Александра и Берты Гуэрры Изагуирре в больнице милосердия в г. Сан-Диего, штат Калифорния. Родители растили его в городах Мехико, Тихуана (штат Нижняя Калифорния) и в США (Сан-Диего и Аннахайм, штат Калифорния). Образования получал от родителей и от различных религиозных организаций, таких как легионеры Христа, малые братья Марии, орден кармелиток святого сердца в Лос-Анджелесе, дочерей святого духа и ордена иезуитов. В молодости де ла Фуэнте посещал военную академию святой Катерины в Аннахейме, штат Калифорния. Получил степень бакалавра наук по физике и математике в Instituto Patria национального автономного университета Мексики. Также он изучал учёт и управление бизнесом в Анауакском университете близ г. Мехико.
С 1976 по 1990 де ла Фуэнте получил доверенности на торговлю автомобилями от компаний Alfa Romeo, American Motors, Audi, Cadillac, Chrysler, Daihatsu, Dodge, GMC, Honda и ряда других. Он также открыл одиннадцать пунктов обмена валюты в США и в Мексике.
В 2004 году Федеральная корпорация по страхованию депозитов (FDIC) выпустило приказ, согласно которому де ла Фуэнте отстранялся от учреждений, застрахованных в FDIC. Де ла Фуэнте подал апелляцию. Апелляционный суд девятого округа частично отменил приказ и посоветовал FDIC пересмотреть наказание, заявив при этом: «Практика де ла Фуэнте по использованию FIB как своей личной копилки выглядит как шокирующее игнорирование банковского дела и закона в ущерб вкладчикам, акционерам и общественности…Тем не менее, мы оставляем это дело на рассмотрение бюро, в свете этого распоряжения, заслуживает или нет обвиняемый таких чрезмерных наказаний». В ноябре 2015 года де ла Фуэнте и город Сан-Диего достигли соглашения по длившемуся десятилетия спору о площади в 312 акров, которую де ла Фуэнте обустраивал в Отаи Меса.
У де ла Фуэнте есть предприятия и собственность в Доминиканской республике, Мексике, США и Уругвае.

## 2016 Политические кампании
Де ла Фуэнте предпринял собственные избирательные кампании, нацеленную на выборы президента США в 2016 году.

### От Демократической партии
В ходе первичных выборов Демократической партии он добивался выдвижения от этой партии. Однако на национальном собрании Демократической партии 2016 года ему не удалось выдвижения от партии. Он создал американскую партию «Дельта» и выставил свою кандидатуру в президенты от т. н. «третьих партий». Его кандидатом в вице-президенты является Майкл Штайнберг. Кандидатура де ла Фуэнте также выдвинута и от Партии реформ, которая располагает допуском по бюллетеням во Флориде, Луизиане и Миссисипи.
| Дата                     | Выборы                   | Число голосов | В процентахt | Место     | Источники     |
| ------------------------ | ------------------------ | ------------- | ------------ | --------- | ------------- |
| 9 февраля                | New Hampshire primary    | 96            | 0,04 %       | 8 (из 28) | [ 8 ] [ 9 ]   |
| 1 марта (супервторник)   | Alabama primary          | 818           | 0,20 %       | 4         | [ 10 ] [ 11 ] |
| 1 марта (супервторник)   | American Samoan caucus   | 14            | 5,91 %       | 3         | [ 12 ]        |
| 1 марта (супервторник)   | Arkansas primary         | 1684          | 0,76 %       | 6         | [ 13 ] [ 14 ] |
| 1 марта (супервторник)   | Massachusetts primary    | 1545          | 0,13 %       | 4         | [ 15 ] [ 16 ] |
| 1 марта (супервторник)   | Minnesota caucus         | 53            | 0,03 %       | 4         | [ 17 ]        |
| 1 марта (супервторник)   | Oklahoma primary         | 2485          | 0,74 %       | 7         | [ 18 ] [ 19 ] |
| 1 марта (супервторник)   | Texas primary            | 8429          | 0,59 %       | 3 (из 8)  | [ 20 ] [ 21 ] |
| 1-8 марта                | Democrats Abroad primary | 6             | 0,02 %       | 4         | [ 22 ]        |
| 2 марта                  | Vermont primary          | 94            | 0,06 %       | 4         | [ 23 ] [ 24 ] |
| 5 марта (супервторник)   | Louisiana primary        | 1341          | 0,43 %       | 8 (из 10) | [ 25 ] [ 26 ] |
| 8 марта                  | Michigan primary         | 870           | 0,07 %       | 4         | [ 27 ] [ 28 ] |
| 8 марта                  | Mississippi primary      | 481           | 0,21 %       | 5         | [ 29 ] [ 30 ] |
| 15 марта (супервторник)  | Illinois primary         | 1802          | 0,09 %       | 6         | [ 31 ] [ 32 ] |
| 15 марта (супервторник)  | Missouri primary         | 345           | 0,05 %       | 6 (из 9)  | [ 33 ] [ 34 ] |
| 15 марта (супервторник)  | North Carolina primary   | 3376          | 0,30 %       | 4         | [ 35 ] [ 36 ] |
| 15 марта (супервторник)  | Ohio primary             | 9402          | 0,76 %       | 3         | [ 37 ] [ 38 ] |
| 22 марта                 | Arizona primary          | 2797          | 0,60 %       | 4 (из 6)  | [ 39 ] [ 40 ] |
| 22 марта                 | Idaho caucus             | 4             | 0,02 %       | 3         | [ 41 ] [ 42 ] |
| 22 марта                 | Utah caucus              | 22            | 0,03 %       | 3         | [ 43 ] [ 44 ] |
| 26 марта                 | Alaskan caucus           | 1             | 0,01 %       | 3         | [ 45 ] [ 46 ] |
| 26 марта                 | Hawaiian caucus          | 12            | 0,04 %       | 3         | [ 47 ] [ 48 ] |
| 5 апреля                 | Wisconsin primaryA       | 18            | 0,00 %       | 4         | [ 49 ]        |
| 26 апреля (супервторник) | Connecticut primary      | 960           | 0,29 %       | 3         | [ 50 ] [ 51 ] |
| 26 апреля (супервторник) | Delaware primary         | 1024          | 1,09 %       | 3         | [ 52 ] [ 53 ] |
| 26 апреля (супервторник) | Maryland primary         | 3582          | 0,39 %       | 3         | [ 54 ] [ 55 ] |
| 26 апреля (супервторник) | Pennsylvania primary     | 14 439        | 0,86 %       | 3         | [ 56 ] [ 57 ] |
| 26 апреля (супервторник) | Rhode Island primary     | 145           | 0,12 %       | 4         | [ 58 ] [ 59 ] |
| 10 мая                   | West Virginia primary    | 1010          | 0,40 %       | 6         | [ 60 ] [ 61 ] |
| 17 мая                   | Kentucky primary         | 1594          | 0,35 %       | 4         | [ 62 ] [ 63 ] |
| 5 июня                   | Puerto Rico caucus       | 391           | 0,44 %       | 3         | [ 64 ]        |
| 7 июня (супервторник)    | California primary       | 8453          | 0,16 %       | 5 (из 7)  | [ 65 ] [ 66 ] |
| 14 июня                  | D.C. primary             | 213           | 0,22 %       | 3         | [ 67 ] [ 68 ] |
| Всего                    | Всего                    | 67 457        | 0,22 %       | 4 (из 33) | [ 69 ]        |

A.↑  В качестве write-in.

### Кандидат от третьих партий
Заполняя документы по кандидатуре на пост президента США в Федеральной избирательной комиссии де ла Фуэнте указал, что является демократом. Он позиционирует себя как прогрессивный демократ. Политик заявляет, что к участию в выборах его побудило недовольство списком кандидатов, особенно кандидатура Трампа, которого он обвиняет в замысле превратить в чужих большие сегменты населения.
По поводу иммиграции де ла Фуэнте поддерживает план по пути к гражданству и выступает против идеи Дональда Трампа по постройке стены.
Для того чтобы продвигать избирательную кампанию на общих выборах в качестве кандидата от третьих партий де ла Фуэнте создал «американскую партию Дельта». Его кандидат в вице-президенты Майкл Штайнберг из штата Флорида. 8 августа 2016 он был назван кандидатом в президенты США от Партии реформ.
Кандидату удалось получить доступ по бюллетеням в 20 штатах (147 голосов выборщиков): Аляска, Колорадо, Флорида, Айдахо, Айова, Кентукки, Миннесота, Миссисипи, Монтана, Невада, Нью-Гэмпшир, Нью-Джерси, Нью-Мексико, Северная Дакота, Род-Айленд, Теннесси, Юта, Вермонт, Висконсин и Вайоминг. Он также стал кандидатом write-in в Западной Виргинии, Индиане, Делавэре, Небраске и Аризоне.

### Выборы в Сенат США
Де ла Фуэнте также пытался пройти в Сенат США. 20 июня 2016 он заплатил сумму в 10.440 долларов за право в участии в выборах кандидата в Сенат США от штата Флорида от Демократической партии на выборах (в настоящее время сенатором от штата Флорида являются республиканцы Рик Скотт и Эшли Муди). В выборах также участвовали Патрик Мерфи, Алан Грейсон, Пам Кейт и Реджинальд Ластер. В итоге номинацию от Демократической партии выиграл Патрик Мерфи. Сам де ла Фуэнте занял четвёртое место из пяти получив 60.606 голосов (5.38 % голосов избирателей).